# Górzyca (Masyw Śnieżnika)
Górzyca (niem. Kleeberg) – góra o wysokości 815 m n.p.m. w południowo-zachodniej Polsce, w Sudetach Wschodnich, w Masywie Śnieżnika, (w Krowiarkach).

## Położenie
Jest położona w południowo-zachodniej części Krowiarek, w krótkim, bocznym ramieniu, odchodzącym na zachód od Skowroniej Góry. Od masywu Modrzeńców i Skowronka na północy, oddziela ją Żabi Dół, dolina potoku (dopływ z Marcinkowa). Od Suchonia na południu - dolina Waliszowskiej Wody. Obie te doliny, choć krótkie, są bardzo głębokie, a zbocza Górzycy - strome. Ku zachodowi Opada ona również stromym zboczem do Wysoczyzny Idzikowa w Rowie Górnej Nysy. U zachodnich podnóży leży wioska Kamienna, natomiast na wschodzie, pod grzbietem Krowiarek znajdują się nieliczne zabudowania zanikającej wsi Marcinków.

## Budowa geologiczna
Zbudowana jest z gnejsów słojowo-oczkowych (śnieżnickich) należących do metamorfiku Lądka i Śnieżnika. Na wschód od szczytu występują łupki łyszczykowe serii strońskiej. U południowego i południowo-wschodniego podnóża znajdują się gnejsowe skałki i urwiska.

## Roślinność
Cały masyw porośnięty lasem świerkowym.